# Christian Sarron

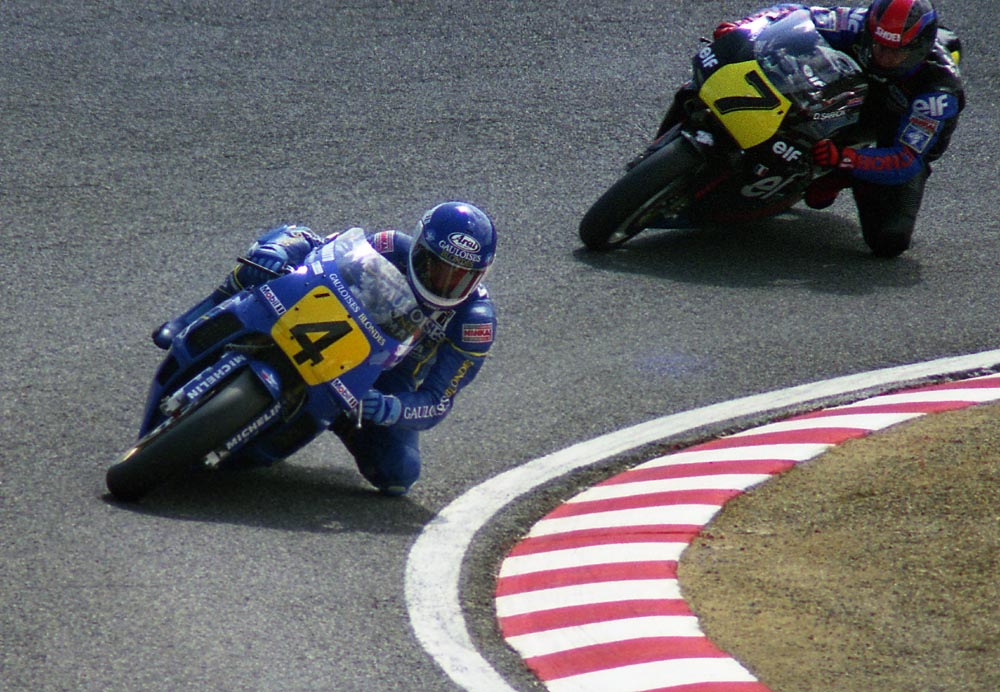
Christian Sarron (Nr. 4) vor seinem Bruder Dominigue beim Großen Preis von Japan 1989

Christian Sarron (* 27. März 1955 in Clermont-Ferrand) ist ein ehemaliger französischer Motorradrennfahrer.
Er bestritt zwischen 1976 und 1990 insgesamt 148 Rennen auf Yamaha in der Motorrad-Weltmeisterschaft und gewann 1984 den Titel in der 250-cm³-Klasse.

## Karriere
Sarron debütierte 1976 in der Weltmeisterschaft in der Klasse bis 250 cm³. Ein Jahr später, beim verregneten Großen Preis von Deutschland auf dem Hockenheimring, gelang ihm der erste Sieg. Erst fünf Jahre später und wieder im Regen, Großen Preis von Finnland 1982, folgte der zweite Sieg. Im Jahr darauf, 1983, konnte Sarron mit einem weiteren Sieg den zweiten WM-Platz hinter Carlos Lavado belegen. 1984 schließlich gelangen ihm drei Saisonsiege und der Gewinn des Titels.
Für die folgende Saison wechselte Sarron in die Klasse bis 500 cm³. Seinen einzigen Sieg in dieser Klasse konnte er 1985 wieder im Regen von Hockenheim einfahren. Er belegte in der WM-Gesamtwertung als beste Ergebnisse 1985 und 1989 jeweils den dritten Rang.
Im Jahr 1995 trat er vom aktiven Rennsport zurück und wurde Team-Manager des Yamaha-Superbike-Teams.

## Statistik

### Erfolge
- 1983 – Französischer Meister Klasse Open 250 cm³ auf Yamaha[1]
- 1984 – 250-cm³-Weltmeister auf Yamaha
- 1984 – Französischer Meister Klasse Open 250 cm³ auf Yamaha[1]
- 1985 – Französischer Meister Klasse Open 500 cm³ auf Yamaha[1]
- 1986 – Französischer Meister Klasse Open 500 cm³ auf Yamaha[1]
- 1994 – Sieg beim Bol d’Or zusammen mit Yasutomo Nagai und Dominique Sarron auf Yamaha
- 7 Grand-Prix-Siege

### In der Motorrad-Weltmeisterschaft
| Podiumsplätze: 37         |             |
| Pole-Positions: 11        |             |
| Schnellste Rennrunden: 10 |             |
| GP-Starts:                | 250 cm³: 42 |
| GP-Starts:                | 350 cm³: 14 |
| GP-Starts:                | 500 cm³: 98 |

### Größte Erfolge
| Jahr | Klasse  | WM-Platz |
| ---- | ------- | -------- |
| 1977 | 350 cm³ | 7.       |
| 1979 | 500 cm³ | 11.      |
| 1982 | 250 cm³ | 10.      |
| 1982 | 350 cm³ | 8.       |
| 1983 | 250 cm³ | 2.       |
| 1984 | 250 cm³ | 1.       |
| 1985 | 500 cm³ | 3.       |
| 1986 | 500 cm³ | 6.       |
| 1987 | 500 cm³ | 7.       |
| 1988 | 500 cm³ | 4.       |
| 1989 | 500 cm³ | 3.       |
| 1990 | 500 cm³ | 9.       |